# Cloro
Pour les articles homonymes, voir Chlorine (homonymie).
Pour plus de détails, voir Fiche technique et Distribution.
Cloro (titre international : Chlorine) est un film italien dramatique réalisé par Lamberto Sanfelice et sorti en 2015.
La première mondiale s'est déroulée le 26 janvier 2015 au Festival du film de Sundance dans la section World Cinema Dramatic Competition.

## Fiche technique
- Titre : Cloro
- Réalisation : Lamberto Sanfelice
- Scénario : Elisa Amoruso, Sara Lazzaro, Lamberto Sanfelice
- Producteur : Ginevra Elkann, Damiano Ticconi
- Photographie : Michael Havens
- Montage : Andrea Maguolo
- Musique : Piernicola Di Muro
- Scénographie : Daniele Frabetti
- Costumes : Francesca Di Giuliano
- Pays de production :  Italie
- Durée : 98 minutes
- Format : couleur
- Genre : Drame
- Dates de sortie :
  -  États-Unis : 26 janvier 2015 (Sundance Film Festival)
  -  Allemagne : février 2015 (Festival international du film de Berlin)
  -  Italie : 12 mars 2015

## Distribution
- Sara Serraiocco : Jenny
- Piera Degli Esposti : Preside
- Giorgio Colangeli : Tondino
- Ivan Franek : Ivan
- Anatol Sassi : Fabrizio
- Andrea Vergoni : Alfio
- Chiara Romano : Flavia
- Pina Bellano : Pina Bellano
- Maria Antonietta Bafile : Maria Antonietta Bafile
- Andrea D'Aurelio : Andrea D'Aurelio
- Mario Massari : Mario Massari
- Anna Preda Anisoara : Anna Preda Anisoara
- Sofia Ranalli : Sofia Ranalli
- Guido Maiorano : Guido Maiorano